# Sant'Ambrogio della Massima
Sant'Ambrogio della Massima (o també Sant'Ambrogio alla Massima  ) és una antiga església catòlica al rione Sant'Angelo, a Roma, Itàlia. És la seu de la Cúria General de la Congregació Subiaco Cassinese de l'Orde de Sant Benet .
Potser datada del segle IV es diu que va ser la casa de la germana de sant Ambròs, santa Marcelina, essent la primera que va establir un monestir al lloc. Aquest monestir va ser la llar de nombroses comunitats religioses femenines diferents al llarg dels segles fins a una investigació canònica arrel d'un escandol al segle XIX, quan va ser dissolt i reconvertit com a col·legi missioner i després es va convertir en l'església de la Cúria General dels Benedictins Cassineses.

## Etimologia
El nom de l'església va ser donat de la tradició que l'església va ser construïda al lloc de la casa on vivia sant Ambrosi a Roma, abans que ell es traslladés a ser cònsol a Milà . La casa familiar va ser construïda sobre les ruïnes d'un temple d'Hèrcule a l'època de l'imperi romà. La investigació arqueològica ha descobert parts del temple i el porxo sota els edificis actuals de Sant'Ambrogio.
El nom "Massima" pot derivar de la Cloaca Maxima, una ramificació de la qual flueix a prop, o del Porticus Maximae, el llarg camí porxat que passava pels voltants immediats de l'església. El Porticus Maxima formava part d'un passadís més gran que els pelegrins usaven per arribar a la tomba de Sant Pere al Vaticà.

## Història
Segons la llegenda, la esglesia de Santa Maria va ser fundada per Santa Marcel.lina, la germana gran de Saint Ambrose, l'any 353. La casa va ser també seu de la comunitat religiosa, més tard esdevindria propietat duna tal Maxima qui, sota el pontificat del Paopa LLeo III, es va construir el monestir el qual va ser anomenat "Sant Esteve de Maxima" or "Santa Maria de Formosa".
Sobre l'any 1500, l'església va ser renovada  i lliurada als benedictins, que la van tornar a dedicar a Sant Ambròs. Sota Giacomo della Porta es va afegir una nova ala l'any 1578. El 1606, Beatrice de Torres, germana de l'abadessa Olympia de Torres, i el seu germà, el cardenal Ludovic de Torres, varen encarregar a Carlo Maderno el redisseny de l'església. Va ser reconstruït per Orazio Torriani incorporant les restes de l'edifici anterior. L'església va ser abandonada durant les guerres napoleòniques, però va ser restaurada sota el papa Pius VII a partir de 1814.
Durant aquest període el convent va ser habitat per monges franciscanes . L'abadessa fundadora del convent restaurat, Maria Agnese Firrao, va ser condemnada l'any 1816 per "falsa santedat", o sigui fer-se passar per una santa, i va ser destituïda del seu càrrec, essent empresonada. Malgrat això, va continuar dirigint les activitats al convent mitjançant correspondència de contraban amb els seus seguidors.  L'any 1859, la princesa Catarina de Hohenlohe-Waldenburg-Schillingsfürst, que s'havia incorporat recentment al convent com a novicia, va denunciar les seves activitats al Sant Ofici, acusant la mestressa de les novicies Maria Luisa, entre d'altres, de "transgressions sexuals, pràctiques herètiques i homicides".  Katharina va assenyalar la veneració de Firrao així com la mateixa Maria Luisa; aquest últim va afirmar rebre missatges de Maria, i va dormir amb diversos dels novicis. Altres transgressions van incloure suposades afers entre les dones i els sacerdots. Segons Katharina, quan va desafiar les pràctiques del convent, va ser víctima d'un intent d'enverinament. A mesura que avançava la investigació, la Santa Seu va retirar les germanes del convent i va enviar Maria Luisa a "l'aïllament forçat".
En la investigació que es va fer, va sortir que el sacerdot jesuïta que com a "pare espiritual" de les monges havia estat acostumat a administrar el sagrament de la Penitència havia entrat en relacions sexuals amb Maria Luisa. S'anomenava Giuseppe Peters, el seu nom real era Joseph Kleutgen, un teòleg alemany influent. Aquest sacerdot va ser condemnat com a heretge pel seu foment del culte a Agnese Firrao i condemnat a tres anys de presó. El papa Pius IX va reduir la pena a dos anys. Més tard, Joseph Kleutgen va ser fonamental en la redacció del dogma de la infal·libilitat papal . Els detalls de l'afer es van conèixer quan els investigadors van descobrir l'any 1976.
L'any 1861 el papa Pius IX cedí l'edifici a un grup de monjos benedictins; el van adoptar per a un col·legi missioner i van substituir-ne la façana quan es va ensorrar l'any següent. També es van afegir altars laterals a l'església. Després de 1870, l'església i el monestir foren expropiats per l'Estat italià, però posteriorment l'església i part del convent foren retornats als benedictins. Inicialment, el monestir es va utilitzar com a col·legi missioner per formar monjos per a treballs a l'estranger. L'església és actualment una abadia i la casa curial de la Congregació de Subiaco Cassinese .

## Arquitectura
L'edifici actual, part del qual daten del segle XVII, és una basílica amb cúpula. Té forma de creu, amb una capella a banda i banda de la nau . L'església inclou "decoracions d'estuc daurat i frescos que representen la vida de Maria". El que ara és el refectori principal de Sant'Ambrogio va ser en un moment la sala capitular de les germanes.

## Relíquies
Dins de l'església hi ha dipositades les relíquies de sant Policarp, bisbe d' Esmirna .